# 不動聲色的柏田與喜形於色的太田
《不動聲色的柏田與喜形於色的太田》是在Doradora Dragon Age和ComicWalker創作的日本網路漫畫，於2018年6月22日至2023年6月9日連載。2023年10月13日起開始連載番外篇《不動聲色的柏田與喜形於色的太田+》（顔に出ない柏田さんと顔に出る太田君+）。

## 故事簡介
太田經常捉弄柏田，想要讓柏田變換表情。儘管太田一直捉弄柏田，但太田始終沒注意到柏田微小的表情變化。兩人一直維持著甜蜜又曖昧的關係。

## 登場人物
除另有說明，聲的部分均為電視動畫的聲優。
柏田（聲：藤田茜／三上枝織（PV））
女主角。喜怒不形於色，幾乎看不出表情有什麼不同。
喜歡待在狹小的地方。
因為沒有人能知道柏田心裡在想著什麼，所以經常遭受太田捉弄，但是總是讓太田害羞而不知所措。
雖然表情幾乎沒有變化，不過實際上柏田的情感非常豐富。
喜歡太田，曾對太田表示她就是很喜歡太田那喜形於色的特點。
太田（聲：夏目響平／岸尾大輔（PV））
男主角。喜形於色，心情都表現在臉上。
太田因為很在意柏田的「神秘」而經常藉由捉弄想讓柏田有不同的表情，但最終都以失敗收場。
雖然太田常欺負柏田，不過實際上他是很善良的。當柏田遇到麻煩時，他會幫助她。
喜歡柏田，但是不想承認，也不知道柏田是真心喜歡他。當柏田獨自一人時，會非常在意她。
田所君（聲：廣瀨裕也）
佐田君（聲：堀金蒼平）
田淵（聲：花守由美里）
小田島（聲：峯田茉優）

## 出版書籍
不動聲色的柏田與喜形於色的太田
| 冊數 | KADOKAWA      | KADOKAWA                                                | 青文出版社    | 青文出版社             |
| 冊數 | 發售日期      | ISBN                                                    | 發售日期      | ISBN                   |
| ---- | ------------- | ------------------------------------------------------- | ------------- | ---------------------- |
| 1    | 2018年12月7日 | ISBN 978-4-04-072977-0                                  | 2020年11月4日 | ISBN 978-9-86-512604-9 |
| 2    | 2019年7月9日  | ISBN 978-4-04-073256-5                                  | 2021年1月11日 | ISBN 978-9-86-512708-4 |
| 3    | 2019年12月9日 | ISBN 978-4-04-073423-1                                  | 2021年3月18日 | ISBN 978-9-86-512929-3 |
| 4    | 2020年7月9日  | ISBN 978-4-04-073709-6                                  |               |                        |
| 5    | 2020年12月9日 | ISBN 978-4-04-073903-8                                  |               |                        |
| 6    | 2021年7月9日  | ISBN 978-4-04-074165-9                                  |               |                        |
| 7    | 2021年12月9日 | ISBN 978-4-04-074340-0                                  |               |                        |
| 8    | 2022年7月8日  | ISBN 978-4-04-074591-6                                  |               |                        |
| 9    | 2022年12月9日 | ISBN 978-4-04-074780-4                                  |               |                        |
| 10   | 2023年7月7日  | ISBN 978-4-04-075048-4 ISBN 978-4-04-075073-6（特裝版） |               |                        |

不動聲色的柏田與喜形於色的太田+
| 冊數 | KADOKAWA     | KADOKAWA               |
| 冊數 | 發售日期     | ISBN                   |
| ---- | ------------ | ---------------------- |
| 1    | 2024年5月9日 | ISBN 978-4-04-075429-1 |
| 2    | 2025年4月9日 | ISBN 978-4-04-075863-3 |

## 電視動畫
2025年3月，宣布改編為電視動畫。預定於2025年10月播出。

### 製作人員
- 原作：
- 導演：神谷智大
- 劇本統籌：橫手美智子
- 人物設定、總作畫導演：中村直人
- 美術設定：高橋麻穗
- 美術導演：Scott MacDonald
- 色彩設計：
- 攝影導演：
- CG導演：島大祐
- 編輯：
- 音響導演：長崎行男
- 音樂：橋本由香利、設樂哲也
- 動畫製作：STUDIO POLON[3]

## 外部連結
- 《不動聲色的柏田與喜形於色的太田》的Niconico漫畫專頁
- 《不動聲色的柏田與喜形於色的太田》的ComicWalker專頁
- 電視動畫《不動聲色的柏田與喜形於色的太田》官方網站（日語）
- 電視動畫《不動聲色的柏田與喜形於色的太田》的X（前Twitter）